# Дапци
Дапци су насељено место у саставу града Чазме у Бјеловарско-билогорској жупанији, Република Хрватска.

## Историја
До територијалне реорганизације у Хрватској налазили су се у саставу старе општине Чазма.

## Становништво
На попису становништва 2011. године, Дапци су имали 189 становника.

## Попис1991.
На попису становништва 1991. године, насељено место Дапци је имало 225 становника, следећег националног састава:
| Попис 1991.‍ | Попис 1991.‍ | Попис 1991.‍ | Попис 1991.‍ | Попис 1991.‍ |
| ----------- | ----------- | ----------- | ----------- | ----------- |
|             |             |             |             |             |
| Хрвати      | Хрвати      |             | 219         | 97,33%      |
| Срби        | Срби        |             | 2           | 0,88%       |
| Југословени | Југословени |             | 1           | 0,44%       |
| Мађари      | Мађари      |             | 1           | 0,44%       |
| непознато   | непознато   |             | 2           | 0,88%       |
| укупно: 225 |             |             |             |             |